# Euptychia pertrepida
Euptychia pertrepida är en fjärilsart som beskrevs av Dyar 1912. Euptychia pertrepida ingår i släktet Euptychia och familjen praktfjärilar. Inga underarter finns listade i Catalogue of Life.